# Typ 2592
Typ 2592 – japoński samochód pancerny z okresu II wojny światowej. Zbudowany z wykorzystaniem podwozia samochodu ciężarowego. Używany bojowo przez jednostki Piechoty Morskiej Japońskiej Marynarki Wojennej podczas walk w Chinach.
Typ 2592 był pojazdem trójosiowym z napędem dwóch tylnych osi, zbudowanym na podwoziu samochodu ciężarowego. Typ 2592 był napędzany rzędowym, sześciocylindrowym silnikiem gaźnikowym. Załoga składała się z kierowcy, dowódcy i dwóch strzelców karabinów maszynowych.